# Spermwhale Ridge
Spermwhale Ridge (englisch für Pottwalgrat) ist ein scharfgratiger und etwa 800 m hoher Gebirgskamm an der Oskar-II.-Küste des Grahamlands auf der Antarktischen Halbinsel. Er flankiert westlich des Bulkington-Passes die Südseite des Flask-Gletschers.
Das UK Antarctic Place-Names Committee benannte ihn 1987 in Anlehnung an die Benennung weiterer Objekte in der Umgebung, die nach Figuren aus Herman Melvilles 1851 veröffentlichtem Roman Moby-Dick benannt sind.